# Ot de Montcada
|  | Per a altres significats, vegeu «Ot de Montcada (desambiguació)». |

Ot de Montcada va ser un trobador que va morir el segle xii.
Guillem de Berguedà l'esmentà com a "vell i antic" el 1175. Els versos diuen així:"Chansson ai comensada / que sera loing cantada / en est son vieil antic / que fetz N'Ot de Moncada / anz que peira pausada / fos el clochier de Vic". Ve a dir que ha començat una cançó que espera que sigui cantada durant molt de temps com els versos antics que va fer Ot de Montcada abans que es comencés a construir el campanar de Vic, el 1038.